# کولونیا (نیوجرسی)
کولونیا (به انگلیسی: Colonia) یک منطقهٔ مسکونی در ایالات متحده آمریکا است که در نیوجرسی واقع شده‌است. کولونیا ۱۰٫۱۳۷ کیلومتر مربع مساحت و ۱۷٬۷۹۵ نفر جمعیت دارد و ۲۱ متر بالاتر از سطح دریا واقع شده‌است.